# Sono fotogenico
Sono fotogenico és una pel·lícula italiana de 1980 dirigida per Dino Risi, amb Renato Pozzetto, Edwige Fenech i Aldo Maccione.
Es va presentar fora de competició al 33è Festival Internacional de Cinema de Canes i fou exhibida com a pel·lícula de clausura.

## Argument
Antonio Barozzi és un nen de mamà de trenta anys de Laveno amb l'objectiu de convertir-se en actor de cinema i que, per aconseguir-ho a qualsevol preu, decideix traslladar-se a Roma. Aquí comença a participar en algunes pel·lícules i coneix la Cinzia, una bella noia, també aspirant a actriu. Aviat acaba víctima de personatges sense escrúpols que no dubten a enganyar els aspirants a actors deixant-los trencats, en particular el cínic i cobdiciós advocat Pedretti a qui recorre per tenir-lo com a agent.
Entre un viatge sense esperança a Los Angeles a la recerca d'un productor de cinema i la feina de vendre xampú als semàfors, Antonio persisteix en la recerca de l'èxit al cinema. Malauradament, el seu orgull provincià el porta a fer una escena dramàtica durant un rodatge amb Monicelli i Gassman. Relegat a papers marginals, durant una altra aparició en una pel·lícula, com a doble de doble de Monica Vitti, Antonio té un accident de cotxe que el deixarà paralitzat per sempre. Mentrestant, Cinzia es descobreix embarassada i, amb l'ajuda del seu amant Sergio, intenta atribuir la paternitat a Antonio.
Després d'haver deixat de banda els seus somnis de glòria, l'Antonio torna al seu poble, es casa amb la seva xicota Marisa que l'havia esperat pacientment i adopta els bessons nascuts de Cinzia que, gràcies a les seves habilitats "al llit", aconsegueixen obtenir parts més importants. Tot i que segueix obsessionat amb el cinema, accepta la proposta del seu pare de seguir-lo a una feina de banca gris però segura.

## Repartiment
- Renato Pozzetto: Antonio Barozzi
- Edwige Fenech: Cinzia Pancaldi
- Aldo Maccione: Antonio Pedretti
- Julien Guiomar: Carlo Simoni
- Michel Galabru: Comandant del Jutge
- Gino Santercole: Sergio
- Massimo Boldi: Sandro Rubizzi
- Livia Ermolli: Laura Barozzi
- Paolo Baroni: Paolino
- Eolo Capritti: Núvol Blanc
- Salvatore Campochiaro: Augusto, l'avi d'Antonio
- Luigi Di Sales: director de figurants de Cinecittà
- Attilio Dottesio: Attilio Turchese
- Bruna Cealti: mare d'Antonio
- Guido Mariotti: Arcibaldo Barozzi
- Paolo de Manincor: fotògraf
- Roberta Lerici: Marisa
- Vittorio Gassman: ell mateix
- Ugo Tognazzi: ell mateix
- Barbara Bouchet: ella mateixa
- Mario Monicelli: ell mateix
- Jimmy the Phenomenon: el cercador d'extres de Cinecittà
- Ennio Antonelli: ajudant de Mario Monicelli
- Giulio Rinaldi: Alfio, el doble
- Armando Zappi: cercador d'extres de Cinecittà
- Annunziata Pozzaglia: Annunziata, propietària de la pensió Primavera
- Lory Del Santo: Loredana
- Serena Grandi: noia a l'estudi de fotografia

## Producció
La pel·lícula es va fer principalment a Roma i al Llac Maggiore.
- L'edifici on es roda la pel·lícula del director Mario Monicelli és el Palazzo Primoli, situat a Roma a via Zanardelli 1
- l'edifici on viu Edwige Fenech es troba al viale Palmiro Togliatti a Roma
- de nou a Roma, al Lungotevere Maresciallo Diaz, Terrazza del Pincio a la via Valadier, els antics estudis De Paolis a la via Tiburtina 521, l'Hotel Cavalieri Hilton
- la casa del protagonista es troba a Laveno
- algunes escenes al Llac Maggiore es van crear a Pallanza, no gaire lluny del mausoleu de Luigi Cadorna
- Lory del Santo i Serena Grandi també apareixen breument a la pel·lícula

## Distribució
La pel·lícula es va estrenar als cinemes italians el 21 de març de 1980.

## Recaptació
La pel·lícula va ocupar el lloc 53 entre les 100 pel·lícules més taquilleres de la temporada de cinema italiana 1979-1980.